# Louisandella/Go Man
Louisandella/Go Man è un singolo del musicista italiano Tony Renis e della poetessa-cantautrice statunitense Marva Jan Marrow (quest'ultima, solo sul lato B), pubblicato dalla Numero Uno nel 1973. 
Entrambi i brani sono estratti dall'album Blu Gang - E vissero per sempre felici e ammazzati, tratto dal film omonimo.

## Staff artistico

### Lato A
- Claudio Fabi – arrangiamenti
- Bill Conti – direzione orchestrale

### Lato B
- Marva Jan Marrow — voce
- Maurizio De Angelis – chitarra solista

## Tracce
Musiche di Tony Renis; edizioni musicali PECF (Parigi).
1. Louisandella
2. Go Man (testo: Marva Jan Marrow)